# رامون مونتینوس
رامون مونتینوس (انگلیسی: Ramón Montesinos; ۳۱ مهٔ ۱۹۴۳ – ۲۹ دسامبر ۲۰۱۰) بازیکن فوتبال اهل اسپانیا بود.
از باشگاه‌هایی که در آن بازی کرده‌است می‌توان به باشگاه فوتبال راسینگ سانتاندر، باشگاه فوتبال سابادل، باشگاه فوتبال اوساسونا، و باشگاه فوتبال بارسلونا اشاره کرد.
وی همچنین در تیم‌های ملی فوتبال زیر ۱۸ سال اسپانیا، اسپانیا، و کاتالونیا بازی کرده‌است.